# Landschaftsschutzgebiet FFH-Gebiet Fürstenberger Wald

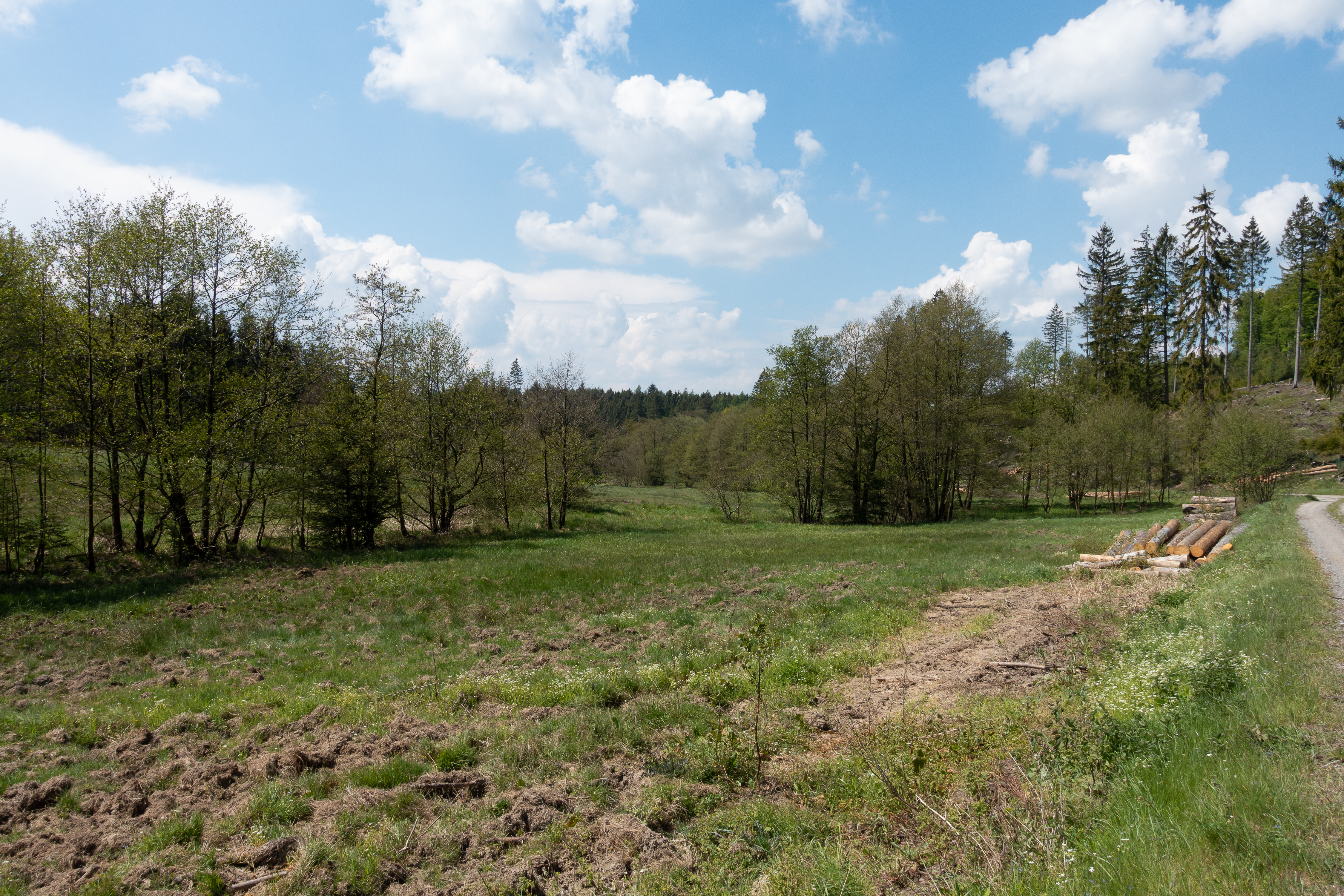
Grünlandtal im LSG

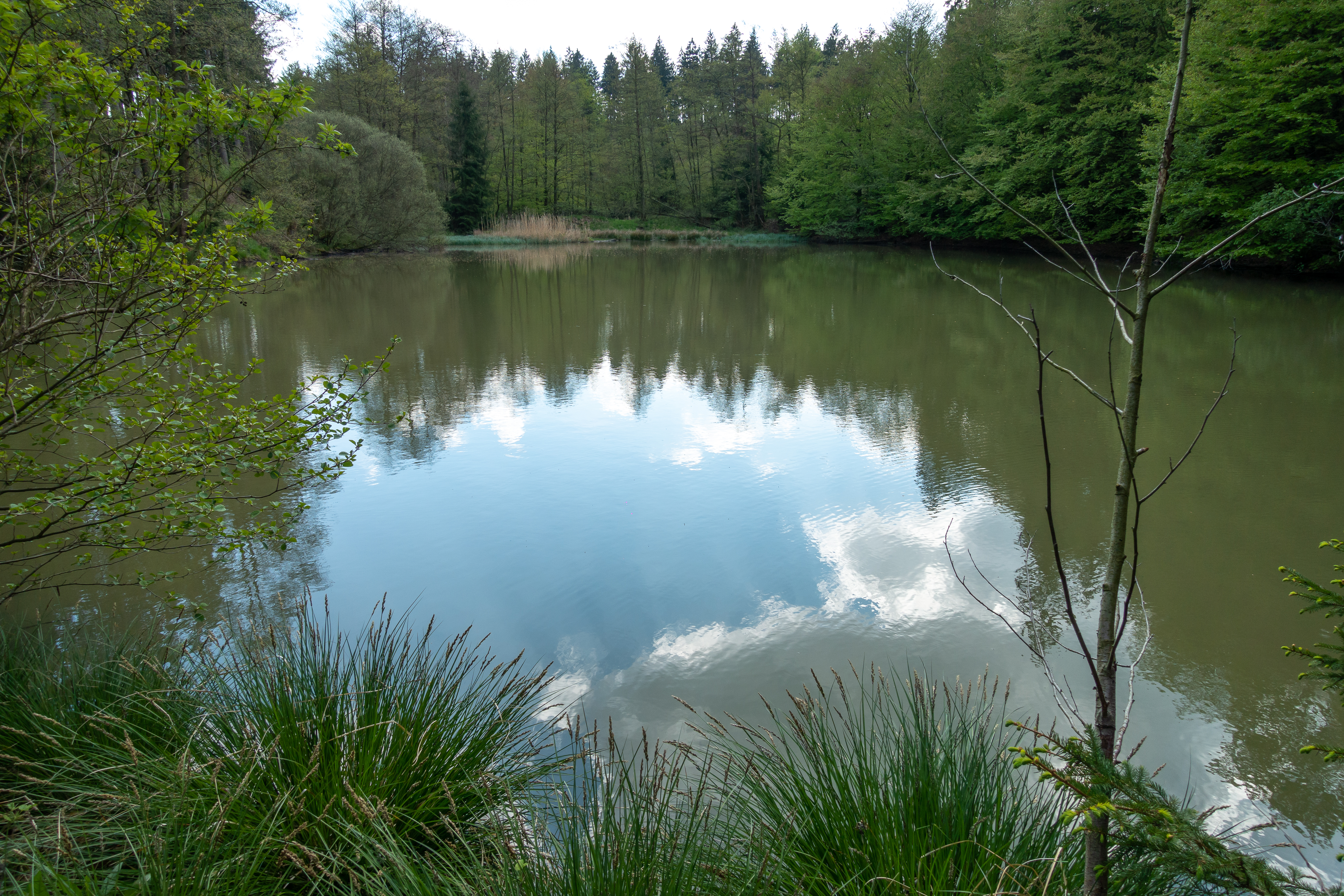
Stauteich der Kleinen Aa

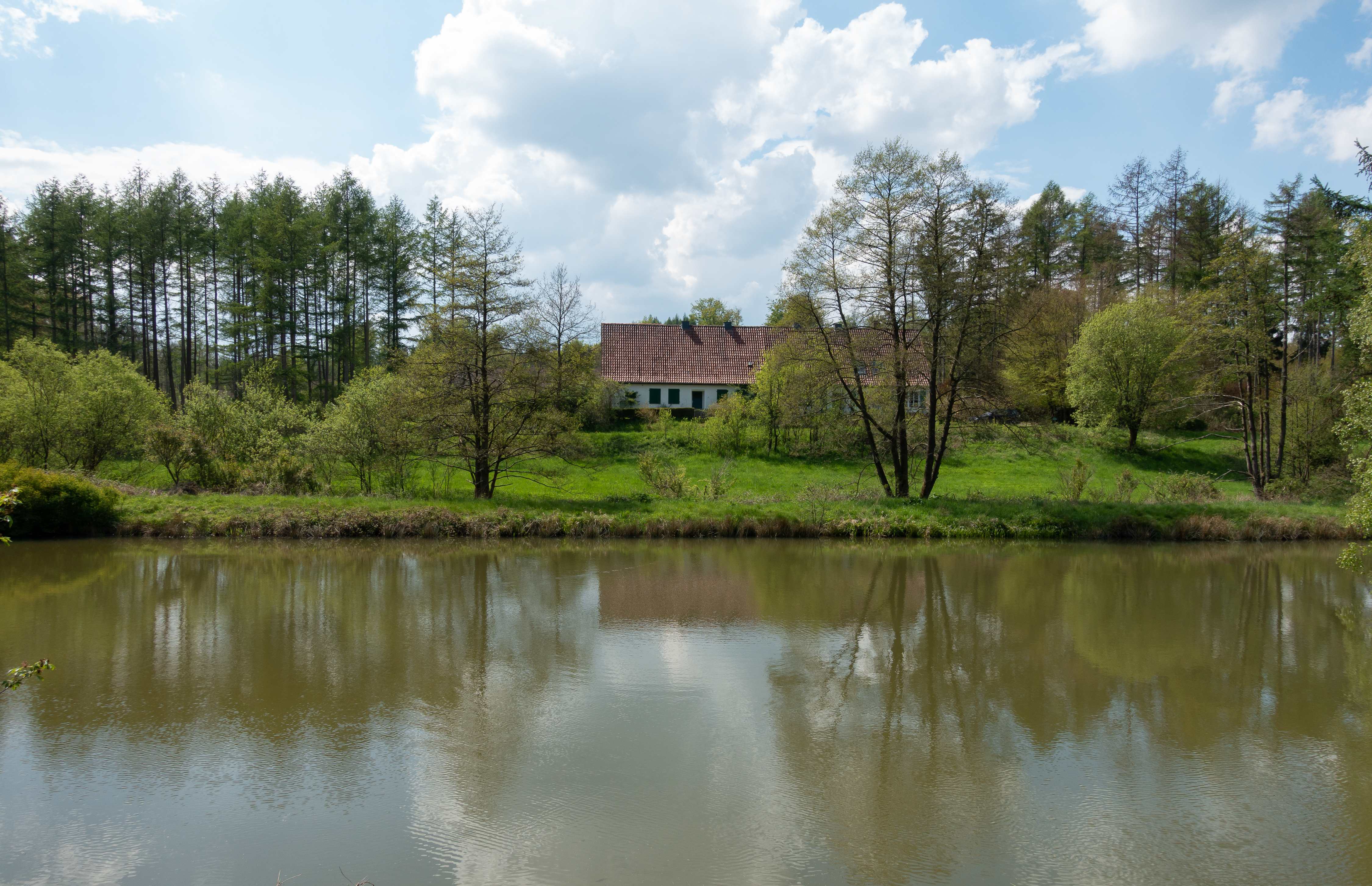
Ehemalige Glashütte im LSG

Das Landschaftsschutzgebiet FFH-Gebiet Fürstenberger Wald mit 1492,46 ha Flächengröße liegt im Stadtgebiet von Bad Wünnenberg im Kreis Paderborn. Das Landschaftsschutzgebiet (LSG) wurde 2007 vom Kreistag mit dem Landschaftsplan Büren-Wünnenberg ausgewiesen. Das LSG liegt südlich und südöstlich von Fürstenberg. Das LSG grenzt direkt an den Hochsauerlandkreis und Marsberg. Der Fürstenberger Wald ist seit 2004 Teil vom FFH-Gebiet Bredelar, Stadtwald Marsberg und Fürstenberger Wald (DE 4518-305).

## Beschreibung
LSG umfasst den großflächigen und zusammenhängenden Fürstenberger Wald mit einem hohen Anteil artenreicher, alt- und totholzreicher und altersheterogener Hainsimsen Buchenwälder. Auch zahlreicher Quellen und naturnahen Bachläufen mit Unterwasservegetation und bachbegleitenden Grünlandgesellschaften kommen vor. Im Grünland der Bachtäler gibt es Feuchtgrünlandflächen, Hochstauden- und Seggenfluren. Im Wald gibt es auch artenreiche Eichenmischwälder, Fichtenwald, Erlen-Eschenwälder und Bruchwälder.
Der Wald ist Brut- und Nahrungshabitat des Schwarzstorches.
Zur Optimierung soll es zur mittelfristigen Umwandlung von Nadelholzbeständen in standortgerechte Laubwälder und die Extensivierung der landwirtschaftlich genutzten Flächen kommen. Als Entwicklungs- und Pflegemaßnahmen sollen die landwirtschaftlich genutzten Flächen als extensive Wiesen, Mähweiden oder Weiden genutzt werden. Wiederaufforstungen dürfen auf genau festgelegten Flächen nur mit standortgerechten Laubbäumen durchgeführt werden. Die einzel-, trup- oder gruppenweise Beimischung von Nadelholz in Laubwaldbestände mit einem Anteil bis zu 20 % in den Hainsimsen-Buchenwäldern außerhalb von Quellbereichen und Siepen ist teilweise erlaubt. In der Brutzeiten der Arten Schwarzstorch, Schwarzspecht, Grauspecht, Mittelspecht, Raufußkauz und Rotmilan sind störende Maßnahmen im näheren Umfeld von Brutplätzen zu unterlassen: Bituminöse Wege sollen insbesondere im Bereich von nach § 62 LG geschützten Biotopen, Siepen und Feuchtbereichen zurückgebaut werden.
Für Bereiche des LSG, welche Privatwald des Grafen von Westphalen sind, wurde 2001 ein Vertrag zum Schutz und Erhaltung geschlossen.
Der Landschaftsplan schreibt zum Wert des LSG: „Das Laubwaldgebiet ist durch seine Größe und Ausprägung, durch das Netz von Quellbächen und naturnahen Fließgewässern mit ihren Auewäldern sowie der nahezu vollständig ausgebildeten Avifauna von landesweit herausragender Bedeutung als wichtiges Vernetzungselement und Refugialraum.“